# Куйвозовская волость
Ку́йвозовская во́лость — одна из 17 волостей Петроградского (до 1914 года Санкт-Петербургского) уезда одноимённой губернии. Располагалась к северу от уездного центра, имея границы: с Коркомякской волостью на севере, с Вартемякской волостью на юге, и с Лемболовской волостью на западе. С востока Куйвозовская волость граничила с Шлиссельбургским уездом.
По данным на 1890 год крестьянские наделы в Куйвозовской волости составляли 2418 десятин. В 27 селениях волости насчитывалось 269 дворов, в которых проживала 1451 душа обоего пола, в том числе 706 мужчин и 745 женщин. Число некрестьянских дворов в волости — 34.
Административный центр по данным 1905 года — деревня Куйвози, которая ещё в 1885 году при 15 дворах и 73 жителях относилась к Лемболовской волости; более ранний справочник 1890 года показывает, как волостной центр, деревню Хиримяки.
По данным на 1908 год в 31 населённом пункте Куйвозовской волости проживали 1849 человек, из них 228 детей школьного возраста. В волости работали три школы: Куйвозовская, Лесколовская и Гарболовская.
Вместе с Вартемякской, Коркомякской и Лемболовской волостями входила до Февральской революции в 3-й стан уезда.